# كينيث إي. بيلي
كينيث إي. بيلي (بالإنجليزية: Kenneth E. Bailey)‏ هو مؤلف وكاتب أمريكي، ولد في 24 نوفمبر 1930 في بلومنجتون في الولايات المتحدة، وتوفي في 23 مايو 2016.